# Chesterfield (Illinois)
Pour les articles homonymes, voir Chesterfield (homonymie).
Chesterfield est un village du comté de Macoupin, en Illinois, aux États-Unis. Il est incorporé le 2 janvier 1882,. Lors du recensement de 2010, la ville comptait une population de 188 habitants.

## Source de la traduction
- (en) Cet article est partiellement ou en totalité issu de l’article de Wikipédia en anglais intitulé « Chesterfield, Illinois » (voir la liste des auteurs).